# فرلنس
فرلنس (به لاتین: Ferlens) یک منطقهٔ مسکونی در سوئیس است که در کانتون وو واقع شده‌است. فرلنس ۲۸۴ نفر جمعیت دارد.